# Kostel svatého Mikuláše (Petrovice)
Kostel svatého Mikuláše v Petrovicích na česko-německé hranici v okrese Ústí nad Labem pochází z roku 1793.
Od roku 1958 je chráněn jako kulturní památka České republiky. Po téměř tři desetiletí mu chyběla podstatná část střechy, která se spolu s krovy a stropem zřítila po neodborném stavebním zásahu v roce 1988. Obec, která jej vlastní, získala v roce 2015 dotaci na zastřešení. Kostel, jehož loď má zazděná okna, tak získal novou, částečně prosklenou střechu, díky které využívá přirozeného denního světla.

## Historie
Nejstarší kostel stával v Petrovicích uprostřed hřbitova, a to zřejmě již ve 2. polovině 14. století. Jeho patrony byli páni z Vartenberka. Dne 8. srpna 1495 byl kostel po opravě znovu vysvěcen míšeňským biskupem Johannem ze Salhausenu. Poslední katolický kněz Peter Hübner zde sloužil v letech 1564–1570. Jeho nástupce Martin Prätorius sice složil slib katolickému děkanovi v Ústí, v roce 1578 ale konvertoval k protestantismu.
Roku 1636 během třicetileté války tudy táhli na Pirnu švédští vojáci. Při drancování obce kostel vyhořel, obnoven byl až po dvaceti letech.
V roce 1793 byl vystavěn kostel nový, zasvěcený sv. Mikuláši. Teprve po více než sto letech, v roce 1904, k němu byla přistavěna věž.
V závěru srpna 1813 začala v Petrovicích série událostí známá jako bitva u Chlumce, v níž armády Rakouska, Pruska a Ruska porazily vojska císaře Napoleona. V bitvě padly nebo byly zraněny tisíce vojáků a kostel se stal lazaretem i skladištěm. V této době byl značně poškozen.
O střechu však přišel až v roce 1988, kdy se propadla v důsledku neodborného stavebního zásahu. Místo opravy však byla stavba jen zajištěna betonovým věncem a její okna byla zazděna. Presbytář, ve kterém zůstalo torzo hlavního oltáře, byl krytý nízkou provizorní stříškou bez původního sanktusníku. V sakristii vzniklo malé muzeum místní historie.
Kostel je ve vlastnictví obce. Zastupitelé se nakonec rozhodli pro částečně prosklenou střechu, kterou do interiéru dopadá denní světlo. Inspirovali se přitom renovovaným kostelem Nanebevzetí Panny Marie v Neratově v Orlických horách. Za pomoci evropských fondů se obci podařilo střechu vybudovat na podzim 2015.